# 勒普莱西耶-罗赞维莱尔
勒普莱西耶-罗赞维莱尔（法語：Le Plessier-Rozainvillers）是法国皮卡第大区索姆省的一个市镇，属于蒙迪迪耶区莫勒伊县。该市镇2009年时的人口为755人。

## 人口
勒普莱西耶-罗赞维莱尔人口变化图示
| 数据来源：INSEE |